# Karl-Anthony Towns
Karl-Anthony Towns, abbreviato anche come KAT (Edison, 15 novembre 1995), è un cestista dominicano con cittadinanza statunitense che gioca nei New York Knicks.

## Caratteristiche tecniche
È un centro molto forte nella metacampo offensiva, dotato di buon semigancio e fade-away, oltre a essere bravo a giocare in post, e a tirare da 3 punti oltre che dalla media distanza. È anche un ottimo rimbalzista. Nella metacampo difensiva è un buon stoppatore, ma nonostante abbia un buon potenziale come difensore ha dimostrato non poche lacune in difesa, in particolare la sua costanza difensiva non sempre al massimo.

## Carriera

### Primi anni
Towns, figlio di padre statunitense e madre dominicana, nasce nel New Jersey. Frequenta inizialmente la Lake Nelson Seventh-Day Adventist School e successivamente la Theodore Schor Middle School. In quest'ultima scuola ripete per due volte la settima classe al fine di avere un anno in più di sviluppo atletico prima della high school.

### High school
Durante il primo anno alla St. Joseph High School Towns trascina la squadra fino alla vittoria del campionato statale, ripetendo l'impresa anche i due anni successivi. Il 6 gennaio 2013 fa registrare una quadrupla doppia con 16 punti, 17 rimbalzi, 11 assist e 11 stoppate, ripetendo l'impresa il 5 gennaio 2014 mettendo a referto 20 punti, 14 rimbalzi, 12 stoppate e 10 assist. Finì l'ultimo anno di liceo con 20,9 punti 13,4 rimbalzi e 6,2 stoppate a partita.

### College

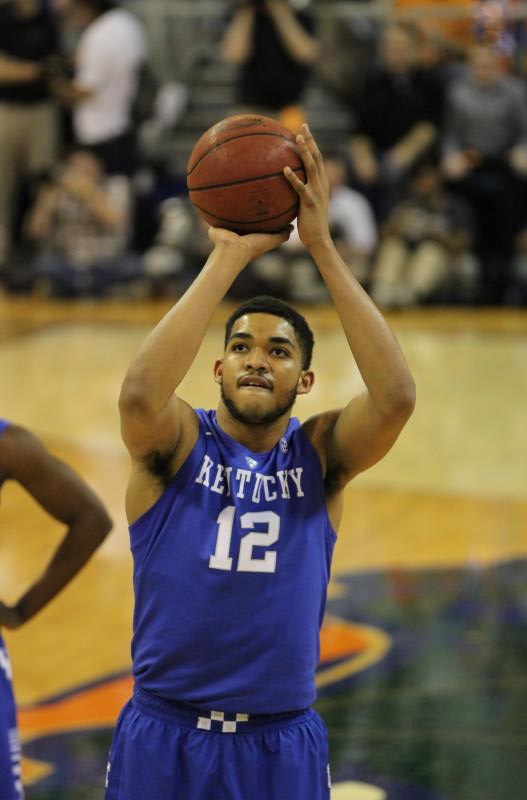
Towns al tiro con la maglia di Kentucky

Towns ha frequentato l'Università del Kentucky studiando chinesiologia e tenendo una media in 39 incontri di 10,3 punti e 6,7 rimbalzi con 21,1 minuti a partita.

### NBA

#### Primi due anni (2015-2017)
Towns viene scelto come prima scelta assoluta al Draft NBA 2015 dai Minnesota Timberwolves. Alla prima partita di NBA Summer League realizza 12 punti, 3 rimbalzi e 4 assist nella vittoria dei suoi Timberwolves contro i Los Angeles Lakers. Nella seconda partita (contro i Chicago Bulls) realizza 9 punti con 9 rimbalzi e una stoppata. Nella gara contro i Portland Trail Blazers realizza 20 punti, con 10 rimbalzi e 3 assist.
Il 29 ottobre 2015, nella sua partita di esordio in NBA contro i Lakers realizza 14 punti con 12 rimbalzi, mentre nella seconda, contro i Denver Nuggets, 28 punti (11/19 al tiro) e 14 rimbalzi. Il 20 gennaio 2016, in occasione della partita contro i Dallas Mavericks, all'età di 20 anni e 66 giorni diventa il più giovane giocatore a mettere a segno in una partita almeno 25 punti, 15 rimbalzi e 5 stoppate (segnando 27 punti, 17 rimbalzi e 6 stoppate), superando il record di Shaquille O'Neal della stagione 1992-1993 (20 anni e 291 giorni). Il 10 febbraio 2016, nell'incontro contro i Toronto Raptors, registra il suo career-high mettendo a segno 35 punti. Tre giorni dopo vince l'NBA Skills Challenge battendo in finale Isaiah Thomas e diventando il più alto e pesante giocatore a vincere la competizione. Dopo una fantastica prima stagione da rookie, viene premiato all'unanimità (quinta volta nella storia) come Rookie of the Year, dopo aver mantenuto le medie di 18,3 punti, 10,4 rimbalzi, 2 assist e 1,7 stoppate a partita.
Nella sua seconda stagione le medie si innalzano ulteriormente, facendolo diventare il più giovane giocatore con almeno 25 punti e 10 rimbalzi di media (25,1 e 12,3), non riuscendo a portare comunque la squadra ai Playoff e chiudendo la stagione con il record di 31-51.

#### L'arrivo ai Playoffs, l'All-Star Game e la cavalcata in post-season (2017 - presente)

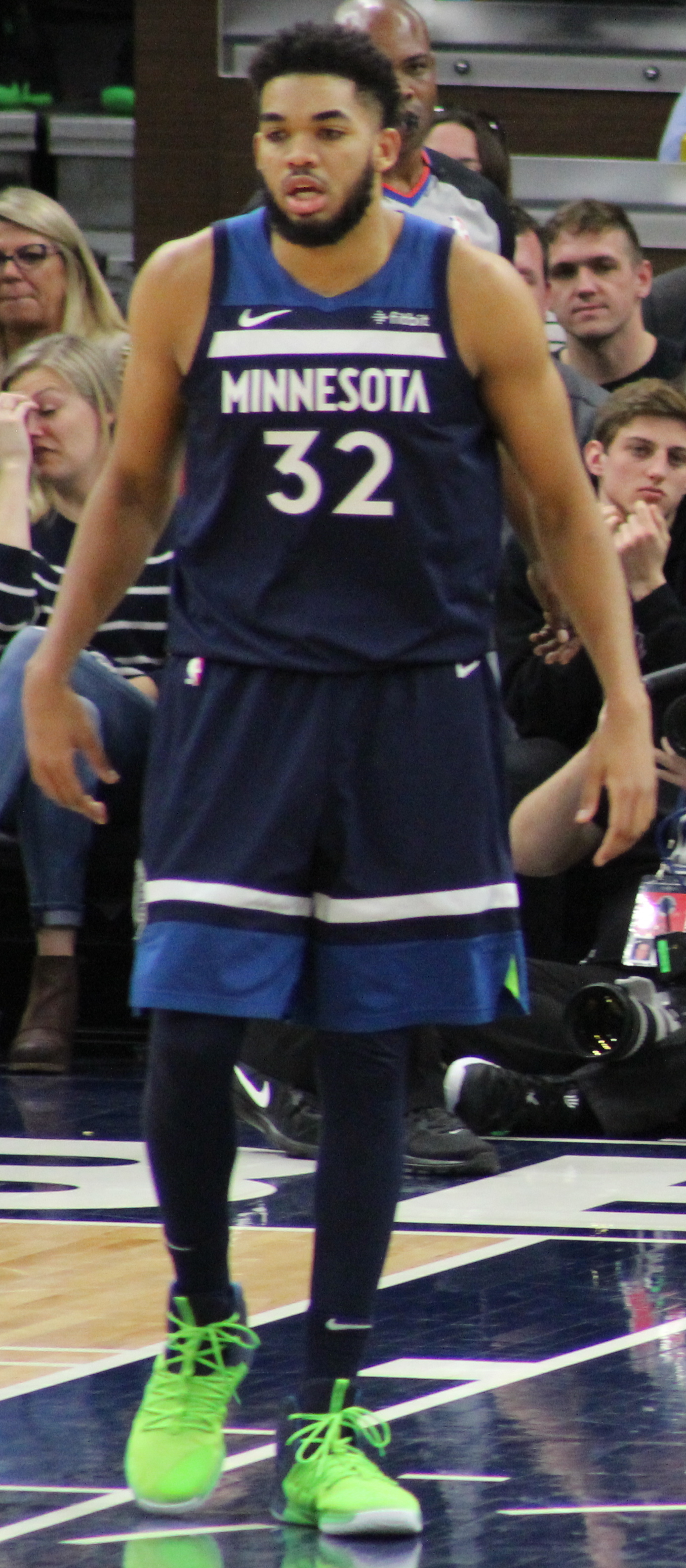
Towns nel 2019 con i Minnesota Timberwolves

Nella stagione 2017-2018 partecipa al suo primo All-Star Game e raggiunge per la prima volta i playoffs (a cui la squadra non andava da 14 anni) con i lupi arrivando ottavo a ovest. Con 68 doppie doppie è stato il giocatore ad averne messe a referto di più in tutta la stagione. Nella post-season Towns tiene una media da 15,2 punti e 13,4 rimbalzi, che però non bastano alla squadra per evitare di uscire al primo turno in 5 gare contro Houston. A fine anno viene anche inserito nell'All-NBA Third Team insieme al compagno di squadra Jimmy Butler.
Il 23 settembre 2018 rinnova il suo contratto, firmando un quinquiennale da 190 milioni di dollari complessivi. La stagione, nonostante Towns continui a segnare tanto e venga convocato all'All-Star Game, è difficoltosa per la squadra che a gennaio cambia allenatore, rimpiazzando Tom Thibodeau con Ryan Saunders. Il 6 marzo 2019, dopo avere segnato 41 punti contro OKC, supera Wally Szczerbiak diventando il 5º miglior marcatore nella storia dei Timberwolves. Il 10 marzo invece ha segnato 40 punti nel successo per 135-130 contro gli Washington Wizards; nella stessa partita ha raccolto 16 rimbalzi e subito un infortunio al ginocchio.
Il 20 febbraio 2022 vinse l'NBA Three-point Shootout diventando il primo centro a riuscirci.
Nella cavalcata Playoff 2024, sempre nelle vesti di titolare dei Minnesota Timberwolves, ha sculacciato i pariruolo Kevin Durant, con i suoi Phoenix Suns, al primo turno e Nikola Jokic, MVP delle Finals e campione NBA l'anno precedente con i Denver Nuggets, al secondo turno (nonché semifinale di conference).

## Vita privata
Towns ha avuto una relazione con Kawahine Andrade, modella di fitness originaria delle Hawaii.
Dal 2020 è fidanzato con la modella americana Jordyn Woods.
Nel febbraio 2019 ha subito un incidente d'auto. Il giocatore ha fermato così la propria striscia di gare consecutive disputate in NBA dal suo primo anno di carriera (ovvero 303).

## Statistiche

### NCAA
| Anno      | Squadra           | PG | PT | MP   | TC%  | 3P%  | TL%  | RP  | AP  | PRP | SP  | PP   |
| --------- | ----------------- | -- | -- | ---- | ---- | ---- | ---- | --- | --- | --- | --- | ---- |
| 2014-2015 | Kentucky Wildcats | 39 | 39 | 21,1 | 56,6 | 25,0 | 81,3 | 6,7 | 1,1 | 0,5 | 2,3 | 10,3 |
| Carriera  | Carriera          | 39 | 39 | 21,1 | 56,6 | 25,0 | 81,3 | 6,7 | 1,1 | 0,5 | 2,3 | 10,3 |

#### Massimi in carriera
- Massimo di punti: 25 vs Notre Dame (28 marzo 2018)[30]
- Massimo di rimbalzi: 13 (2 volte)
- Massimo di assist: 4 (2 volte)
- Massimo di palle rubate: 2 (2 volte)
- Massimo di stoppate: 7 vs Vanderbilt (20 gennaio 2015)
- Massimo di minuti giocati: 31 (3 volte)

### NBA

#### Regular Season
| Anno      | Squadra            | PG  | PT  | MP   | TC%  | 3P%  | TL%  | RP   | AP  | PRP | SP  | PP   |
| --------- | ------------------ | --- | --- | ---- | ---- | ---- | ---- | ---- | --- | --- | --- | ---- |
| 2015-2016 | Minnesota T'wolves | 82  | 82  | 32,0 | 54,3 | 34,1 | 81,1 | 10,5 | 2,0 | 0,7 | 1,7 | 18,3 |
| 2016-2017 | Minnesota T'wolves | 82  | 82  | 37,0 | 54,2 | 36,7 | 83,2 | 12,3 | 2,7 | 0,7 | 1,3 | 25,1 |
| 2017-2018 | Minnesota T'wolves | 82  | 82  | 35,6 | 54,5 | 42,1 | 85,8 | 12,3 | 2,4 | 0,8 | 1,4 | 21,3 |
| 2018-2019 | Minnesota T'wolves | 77  | 77  | 33,1 | 51,8 | 40,0 | 83,6 | 12,4 | 3,4 | 0,9 | 1,6 | 24,4 |
| 2019-2020 | Minnesota T'wolves | 35  | 35  | 33,9 | 50,8 | 41,2 | 79,6 | 10,8 | 4,4 | 0,9 | 1,2 | 26,5 |
| 2020-2021 | Minnesota T'wolves | 50  | 50  | 33,8 | 48,6 | 38,7 | 85,9 | 10,6 | 4,5 | 0,8 | 1,1 | 24,8 |
| 2021-2022 | Minnesota T'wolves | 74  | 74  | 33,5 | 52,9 | 41,0 | 82,2 | 9,8  | 3,6 | 1,0 | 1,1 | 24,6 |
| 2022-2023 | Minnesota T'wolves | 29  | 29  | 33,0 | 49,5 | 36,6 | 87,4 | 8,1  | 4,8 | 0,7 | 0,6 | 20,8 |
| 2023-2024 | Minnesota T'wolves | 62  | 62  | 32,7 | 50,4 | 41,6 | 87,3 | 8,3  | 3,0 | 0,7 | 0,7 | 21,8 |
| 2024-2025 | N.Y. Knicks        | 72  | 72  | 35,0 | 52,6 | 42,0 | 82,9 | 12,8 | 3,1 | 1,0 | 0,7 | 24,4 |
| Carriera  | Carriera           | 645 | 645 | 34,1 | 52,4 | 40,0 | 83,7 | 11,1 | 3,2 | 0,8 | 1,2 | 23,1 |
| All-Star  | All-Star           | 3   | 0   | 14,7 | 61,5 | 27,3 | 100  | 6,3  | 1,3 | 0,3 | 0,0 | 12,3 |

#### Play-off
| Anno     | Squadra            | PG | PT | MP   | TC%  | 3P%  | TL%  | RP   | AP  | PRP | SP  | PP   |
| -------- | ------------------ | -- | -- | ---- | ---- | ---- | ---- | ---- | --- | --- | --- | ---- |
| 2018     | Minnesota T'wolves | 5  | 5  | 34,0 | 46,7 | 27,3 | 73,9 | 13,4 | 2,2 | 0,4 | 1,0 | 15,2 |
| 2022     | Minnesota T'wolves | 6  | 6  | 37,0 | 48,8 | 45,5 | 86,0 | 10,8 | 2,2 | 0,7 | 2,0 | 21,8 |
| 2023     | Minnesota T'wolves | 5  | 5  | 36,0 | 45,7 | 25,0 | 75,0 | 10,2 | 2,0 | 0,6 | 0,8 | 18,2 |
| 2024     | Minnesota T'wolves | 16 | 16 | 32,6 | 46,6 | 36,1 | 85,5 | 9,0  | 2,6 | 0,8 | 0,2 | 19,1 |
| 2025     | N.Y. Knicks        | 18 | 18 | 35,5 | 48,8 | 35,1 | 84,5 | 11,6 | 1,3 | 0,7 | 0,7 | 21,4 |
| Carriera | Carriera           | 50 | 50 | 34,7 | 47,6 | 35,0 | 83,1 | 10,7 | 2,0 | 0,7 | 0,7 | 19,8 |

#### Massimi in carriera
- Massimo di punti: 62 vs Charlotte Hornets (23 gennaio 2024)[31]
- Massimo di rimbalzi: 27 vs New Orleans Pelicans (12 gennaio 2019)
- Massimo di assist: 11 vs Milwaukee Bucks (23 febbraio 2021)
- Massimo di palle rubate: 4 (4 volte)
- Massimo di stoppate: 6 (5 volte)
- Massimo di minuti giocati: 48 vs Philadelphia 76ers (12 dicembre 2017)

## Palmarès
- McDonald's All-American Game (2014)
- NCAA AP All-America Second Team (2015)
- NBA Skills Challenge (2016)
- NBA Rookie of the Year (2016)
- NBA All-Rookie First Team (2016)
- Three Point Contest: 2022
- NBA All-Star Game: 5

2018, 2019, 2022, 2024, 2025
- All-NBA Team: 3

Third Team: 2018, 2022, 2025